# 阿爾蒙特 (密歇根州)
阿爾蒙特（英語：Almont）是位於美國密歇根州拉皮爾縣阿爾蒙特鎮區的一個村。

## 人口
根據2020年美國人口普查的數據，阿爾蒙特的面積為3.48平方千米，當中陸地面積為3.48平方千米，而水域面積為0.00平方千米。當地共有人口2846人，而人口密度為每平方千米817人。